# Брызга, Лидия Дмитриевна
Лидия Дмитриевна Брызга (бел. Брызга Лідзія Дзмітрыеўна; 6 мая 1943, дер. Борисы, Брестский район, Белорусская ССР — 14 мая 2014, Остромечево, Брестская область, Белоруссия) — советская колхозница, Герой Социалистического Труда (1981).

## Биография
Родилась в крестьянской семье, отец погиб на фронте Великой Отечественной войны. Белоруска. Окончила неполную сельскую школу (в 1980 году заочно закончила среднюю). С 1959 – полевод, с 1960 года – оператор машинного доения колхоза имени Жданова Брестского района Белорусской ССР. С 1985 – мастер машинного доения молочно-товарной фермы Рудавец в колхозе-комбинате «Память Ильича» (с 1992 года – сельскохозяйственное коллективное предприятие "Остромечево" Брестского района Брестской области).
Звание Героя Социалистического Труда присвоено 16 марта 1981 года «за выдающиеся успехи, достигнутые в выполнении задач десятой пятилетки и социалистических обязательств по увеличению производства и продаж государству зерна, картофеля и других продуктов земледелия и животноводства».
Член КПСС с 1975 года. Депутат Верховного Совета СССР в 1974—1979 годах, Верховного Совета БССР с 1980 года. Член Центральной ревизионной комиссии КПСС (1981—1986). Кандидат в члены ЦК КПСС (1986—1987), член ЦК КПСС с июня 1987 по июль 1990 года.
С 2003 года – на пенсии.